# Megachile willughbiella
Megachile willughbiella là một loài ong trong họ Megachilidae. Loài này được Kirby miêu tả khoa học đầu tiên năm 1802.